# تادئوش اسکاژینسکی
تادئوش اسکاژینسکی (لهستانی: Tadeusz Skarzyński؛ ‏ ۱۰ آوریل ۱۸۸۶ – ۲ آوریل ۱۹۴۴) بازیگر و کارگردان نمایش اهل لهستان بود. وی در جریان اشغال لهستان در جنگ جهانی دوم عضو نیروهای مقاومت لهستان بود که توسط گشتاپو دستگیر و در آوریل ۱۹۴۴ در زندانی در رادوم کشته شد.